# Łoś euroazjatycki
Łoś euroazjatycki (Alces alces) – największy współcześnie żyjący gatunek ssaka kopytnego z rodziny jeleniowatych, wyróżniający się charakterystycznym porożem i wyjątkowo długimi kończynami. Żyje w podmokłych lasach północnej Eurazji i Ameryki Północnej. Występujący w Polsce podgatunek A. a. alces – łoś europejski jest największą żyjącą w Polsce zwierzyną łowną. Rzadki i objęty całorocznym okresem ochronnym.

## Nazewnictwo
W polskiej literaturze zoologicznej gatunek Alces alces był oznaczany nazwą „łoś”. W wydanej w 2015 roku przez Muzeum i Instytut Zoologii Polskiej Akademii Nauk publikacji „Polskie nazewnictwo ssaków świata” gatunkowi nadano nazwę „łoś euroazjatycki”, rezerwując nazwę „łoś” dla rodzaju tych przeżuwaczy.

## Pochodzenie
Pierwotne łosie pojawiły się w Eurazji pod koniec pliocenu lub w plejstocenie. Skamieliny najbardziej spokrewnionych ze sobą jeleniowatych przypominających dzisiejsze łosie zaliczane są do rodzajów Cervalces, Libralces i Alces. Współczesny Alces alces wywodzi się prawdopodobnie od Alces latifrons.
W początkach holocenu współczesne łosie zasiedlały Europę od Pirenejów po dzisiejszą Danię, Austrię, Wielką Brytanię i wschodnią część Europy Środkowej. Z czasem zasięg ich występowania przesunął się na północ Eurazji i przez Beringię do Ameryki Północnej. Zniknęły najpierw z terenów dzisiejszej Francji i Wielkiej Brytanii. W początkach naszej ery były jeszcze w zachodniej części Europy Środkowej.

## Występowanie i siedlisko

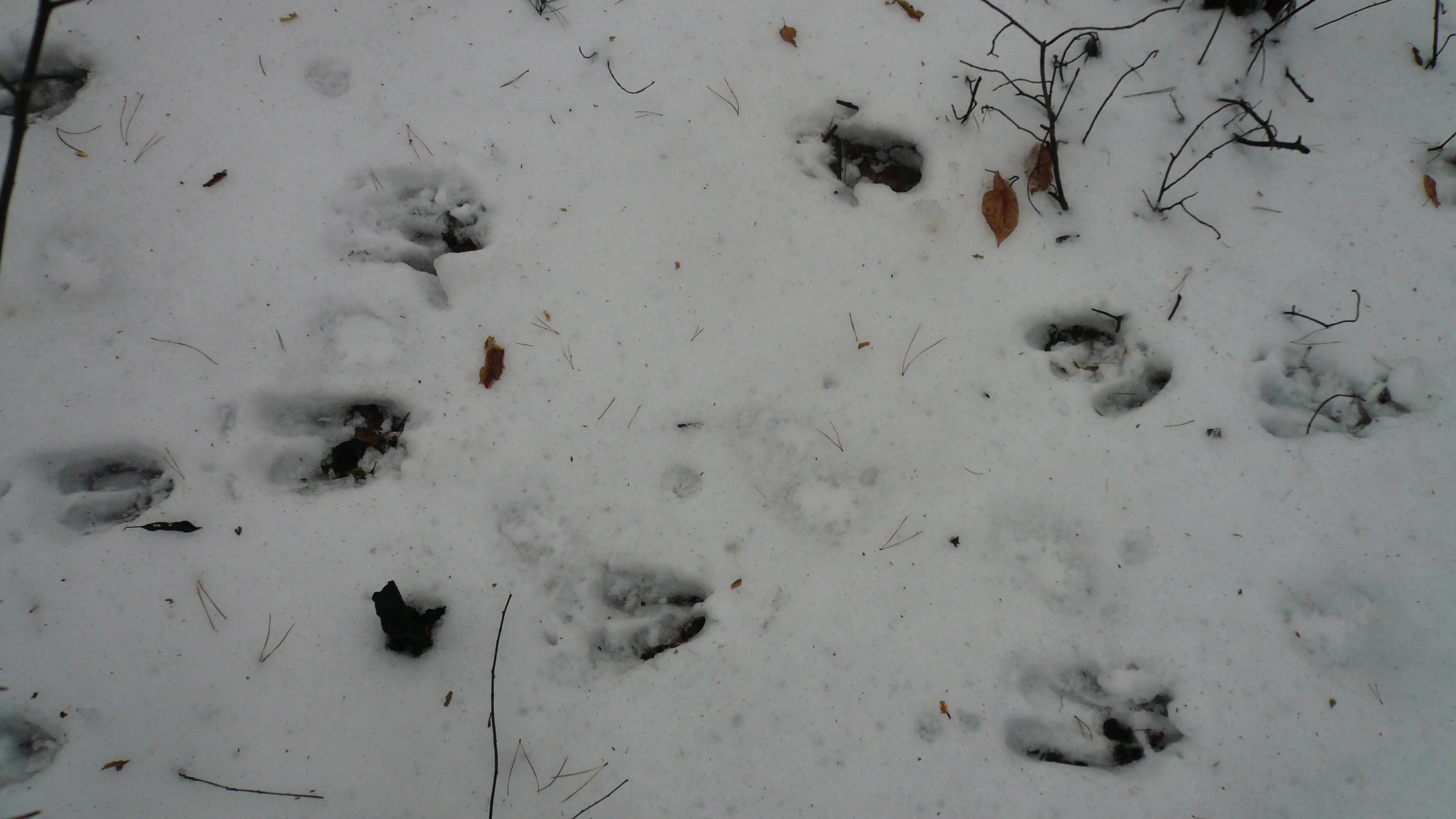
Tropy łosi. Las Bemowski

Obecny zasięg występowania łosia obejmuje północną strefę lasu borealnego (tajga) i tundrę półkuli północnej. W Ameryce Północnej jest spotykany na Alasce, w Kanadzie i w północnych Stanach Zjednoczonych. W Eurazji występuje od Półwyspu Skandynawskiego po wschodnie wybrzeża Azji (skąd przedostał się do Ameryki Północnej, prawdopodobnie ok. 350 tys. lat temu). Najliczniej występuje w Skandynawii, na Syberii, Alasce i w Kanadzie. Został z powodzeniem introdukowany w Nowej Fundlandii w 1904, gdzie stał się dominującym ssakiem kopytnym – oraz na wyspie Anticosti. Próba introdukcji 10 łosi w 1910 na Wyspie Południowej (Nowa Zelandia) nie powiodła się, chociaż istnieją doniesienia świadczące o tym, że co najmniej jeden osobnik mógł przetrwać w tamtejszych warunkach.
Łoś zasiedla leśne i zakrzewione tereny podmokłe, bagna, mokradła, torfowiska, trzęsawiska, tereny zalewowe, nad jeziorami i rzekami. Przed nadejściem zimy przenosi się na wyżej położone tereny, do lasów iglastych. Po II wojnie światowej w Polsce łoś zachował się jedynie na Podlasiu (gminy Goniądz, Rajgród). Obecnie polska populacja została odbudowana. Na początku XXI wieku dość licznie występował między innymi w Biebrzańskim (ok. 600 osobników), Kampinoskim (ok. 300 osobników) i Poleskim Parku Narodowym (ok. 150 osobników), a także w Puszczy Bydgoskiej, na terenie Wielkopolski oraz w Małopolsce w Puszczy Dulowskiej (kilkanaście osobników), jednak od tego czasu jego pogłowie, dzięki akcjom ochronnym (m.in. wprowadzone w 2001 roku przez Ministerstwo Środowiska moratorium na odstrzał łosi), bardzo wzrosło, przy czym dokładna liczebność jest nieznana (oceniana obecnie na 21 tys.). Stan polskiej populacji łosia w l. 80 szacowany był na około 6 tys. osobników, a według innych szacunków, w 2005 roku miało być tylko 2800 osobników. Po wprowadzeniu ochrony ich liczebność szacowano na 14000 osobników w 2014 roku, a w 2018 na 27–30 tysięcy. W samych tylko lasach lubelskich, na przełomie lutego i marca 2015, stan populacji oceniono na 5080–5993 sztuk, w lasach RDLP Gdańsk w 2018 na 375 zwierząt, a w lasach RDLP Toruń około 600 sztuk (w okolicach Dobrzejewic, Skrwilna, Włocławka i Brodnicy) w tym samym roku. Ponieważ liczenia łosi w poszczególnych latach były prowadzone przy wykorzystaniu różnych metod, rzetelna analiza zmian wielkości populacji krajowej tego gatunku jest niemożliwa.

## Opis
| Podstawowe dane         | Podstawowe dane                  |
| ----------------------- | -------------------------------- |
| Długość ciała           | 2,4-3,1 m                        |
| Wysokość w kłębie       | 1,5-2,34 m                       |
| Ogon (kwiat)            | 5–12 cm                          |
| Dojrzałość płciowa      | samica od 2 lat, samiec od 3 lat |
| Okres godowy            | wrzesień-listopad                |
| Ciąża                   | 242-264 dni                      |
| Liczba młodych w miocie | 1-3                              |
| Długość życia           | 20-25 lat                        |

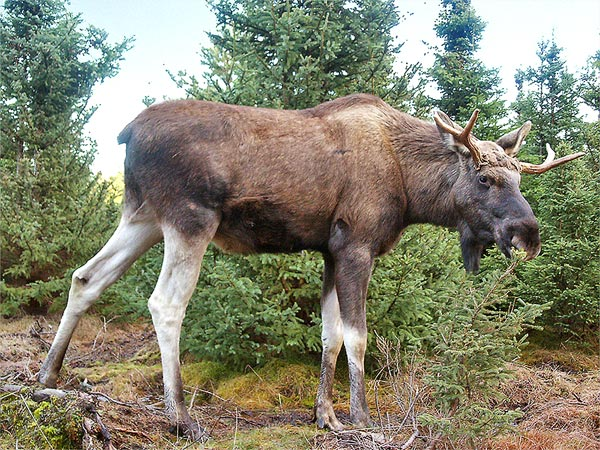
Łoś w parku Grönåsens älgpark w Szwecji

Łoś jest największym przedstawicielem rodziny jeleniowatych, a także należy do największych ssaków lądowych Europy. Łeb duży i wydłużony zakończony szerokim pyskiem. Wydłużona, szeroka, mięsista i ruchliwa górna warga pełni funkcje chwytne. Uzębienie selenodontyczne z 32 zębami. Oczy małe (słabo widzą), uszy długie do 26 cm, spiczasto zakończone. Skośne nozdrza są skierowane do dołu. Krótka i masywna szyja umożliwia obracanie głowy w szerokim zakresie. Pod łbem na szyi zwisa narośl tłuszczowa z długim czarnym włosem, tzw. broda. Na grzbiecie w okolicy kłębu widoczny jest garb, a zad zwierzęcia jest nisko położony. Silne i bardzo długie nogi zakończone są potężnymi, szeroko rozsuwalnymi racicami ułatwiającymi chodzenie po śniegu, bagnach i mokradłach bez zapadania się.
Samiec (byk) osiąga 540–740 kg masy ciała, a wysokość od 1,5 m do ponad 2 m (A. alces gigas). Największy zanotowany osobnik, znaleziony w 1897 roku mierzył 2,34 m, ważył 825 kg, jego poroże miało rozpiętość 199 cm. Samica (łosza, klępa) jest niższa i lżejsza, osiąga masę około 400 kg.
Okrywa włosowa łosia jest jednolicie ciemnobrązowa, na nogach i brzuchu jaśniejsza – białawoszara. Suknia zimowa jest bardziej gęsta.

### Poroże

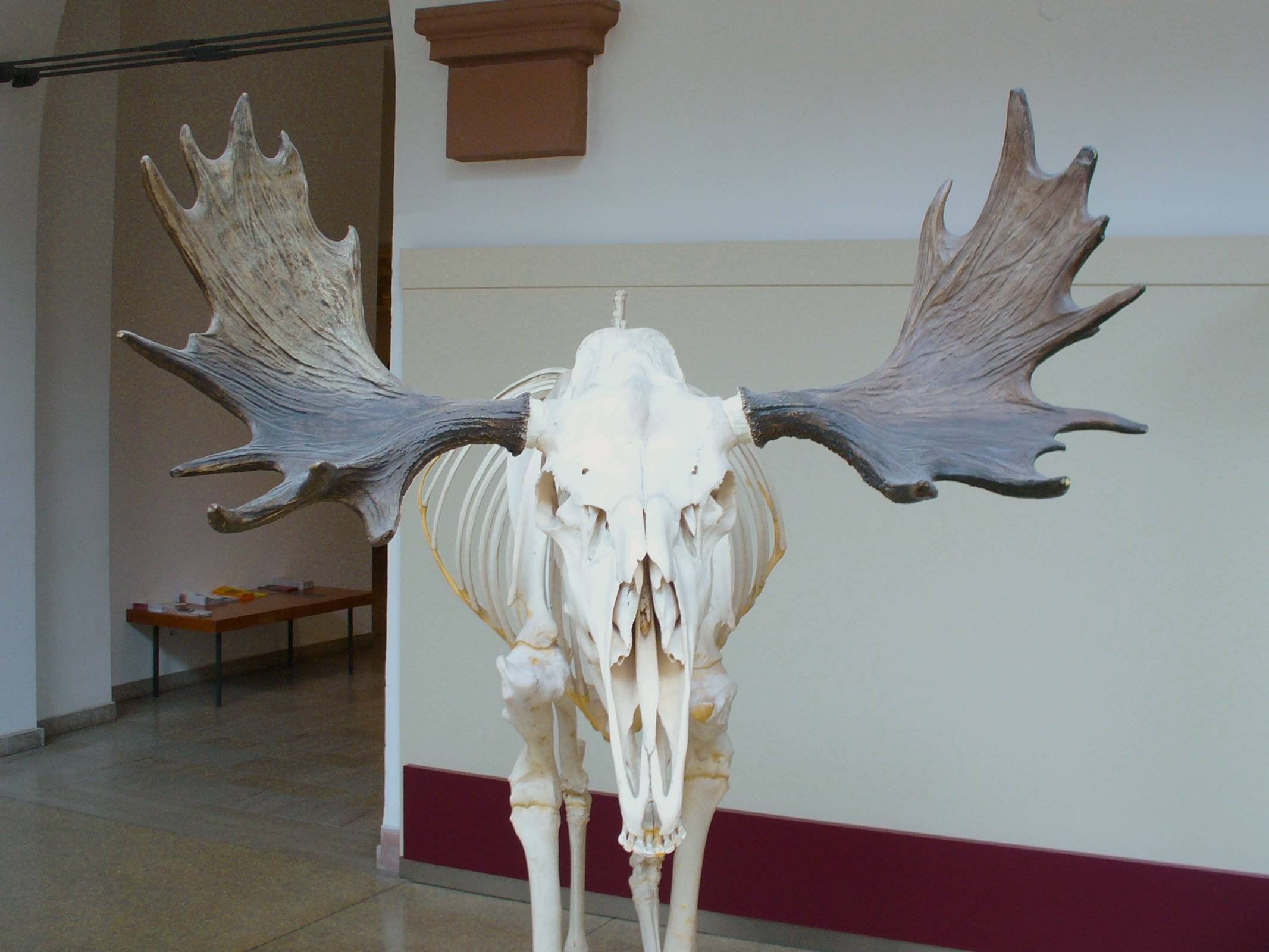
Szkielet z porożem

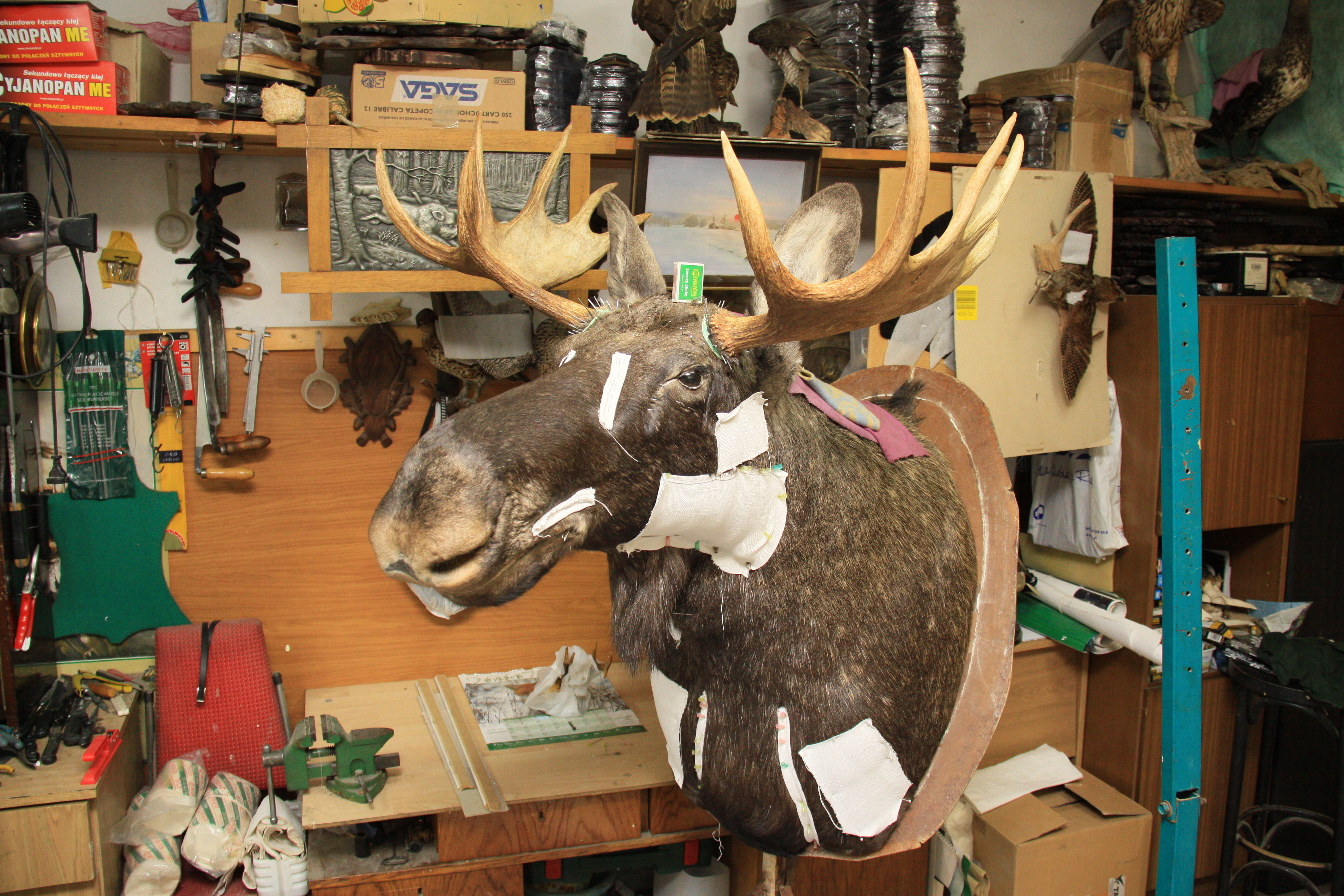
Medalion z łosia przygotowywany w pracowni preparatorskiej

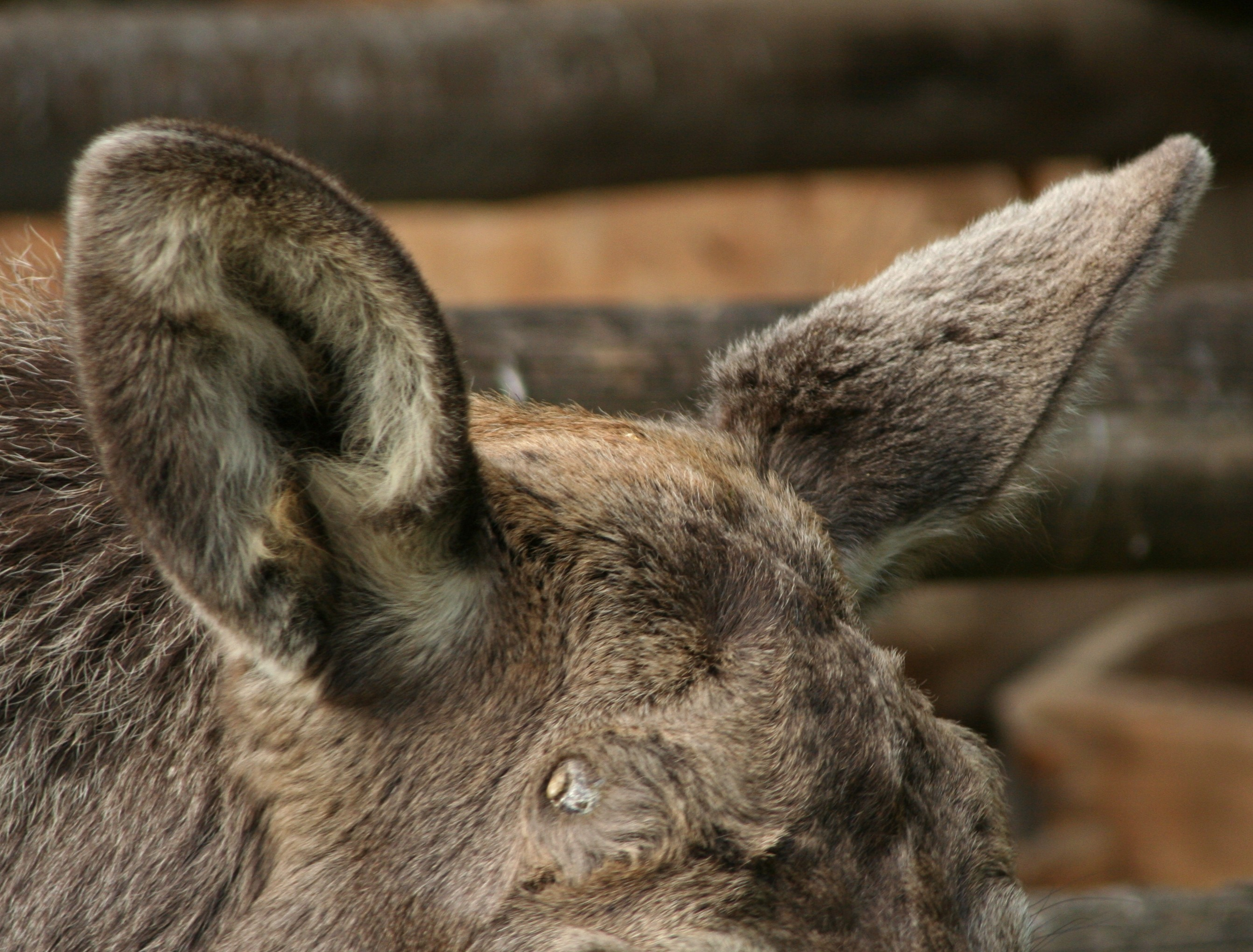
Uszy łosia

Byki mają wyrastające z możdżeni poroże w kształcie szerokich łopat lub badyli (podobnych do poroża jeleni) w układzie poziomym. W porożu wyróżnia się odcinki nazywane różą, tykami i pasynkami, które są mylnie kojarzone z wiekiem zwierzęcia. Na każdej łopacie może znajdować się do 20 pasynków. Wykształcanie łopat pojawia się u samców ok. 5 roku życia, ale niektóre osobniki nigdy ich nie wykształcają.
Ta forma jest częściej spotykana u polskich łosi. Spotykane są też formy pośrednie. Dobrze wykształcone poroże może osiągać do 1,2 m długości przy rozpiętości 2 m i masie do 20 kg. Łosie zrzucają poroże po okresie godowym, starsze osobniki w listopadzie, a młode w grudniu i styczniu.
Łoś ma dobry słuch i węch, ale słaby wzrok. Dobrze rozpoznaje zmiany natężenia światła (brzask i zmierzch).

## Tryb życia

### Aktywność
Porusza się powoli i niezgrabnie, zwykle inochodem. Może biec kłusem z prędkością 30 km/h, a na krótkich dystansach 60 km/h. Nigdy nie galopuje. Na mokrym gruncie porusza się hałaśliwie, głośno chlapiąc, ale na suchym lądzie potrafi przemieszczać się bardzo cicho. Jest bardzo zwrotny. Poza okresem godowym rzadko wydaje jakiekolwiek odgłosy.
Źle znosi temperatury powyżej 10 °C i wówczas chętnie chłodzi się w wodzie. Bardzo dobrze i wytrwale pływa i nurkuje. Pokonuje przeszkody wodne od kilkunastu do 20 km. Pod wodą może przebywać do 50 s, a w wodzie spędzać kilka godzin.
Żeruje w dzień i w nocy, ale największą aktywność wykazuje wczesnym rankiem i wieczorem. Przemierza duże odległości w poszukiwaniu pożywienia. Nie przejawia zachowań terytorialnych, potrzebuje 10-15 km² przestrzeni do życia, jednak nie broni swojego terytorium. Wiosną i latem starsze samce żyją samotnie, zimą grupują się w niewielkie stada. Podczas zimowych migracji, przechodząc z północy na południe przemierzają nawet około 200 km, a czasem więcej. Na okres rozrodu tworzą małe grupy rodzinne. Samice z młodymi łączą się w stada. Osobniki przebywające w grupie, z wyjątkiem więzi pomiędzy matką i młodymi, zachowują dużą niezależność.

### Bukowisko i rozród

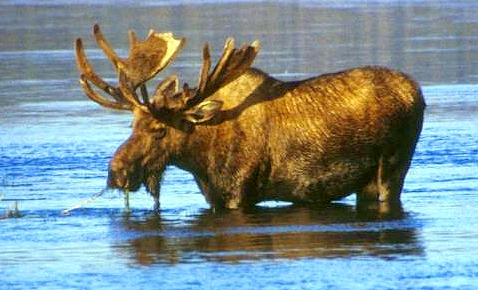
Samiec żerujący w wodzie

Okres godowy łosi nazywany jest bukowiskiem. Byki nie gromadzą haremu. Dojrzała płciowo samica wchodząca w okres rui przywołuje samca płaczliwym, nosowym porykiwaniem. Samiec poszukujący samicy nie pobiera pokarmu i w okresie rui może stracić 1/5 masy ciała.

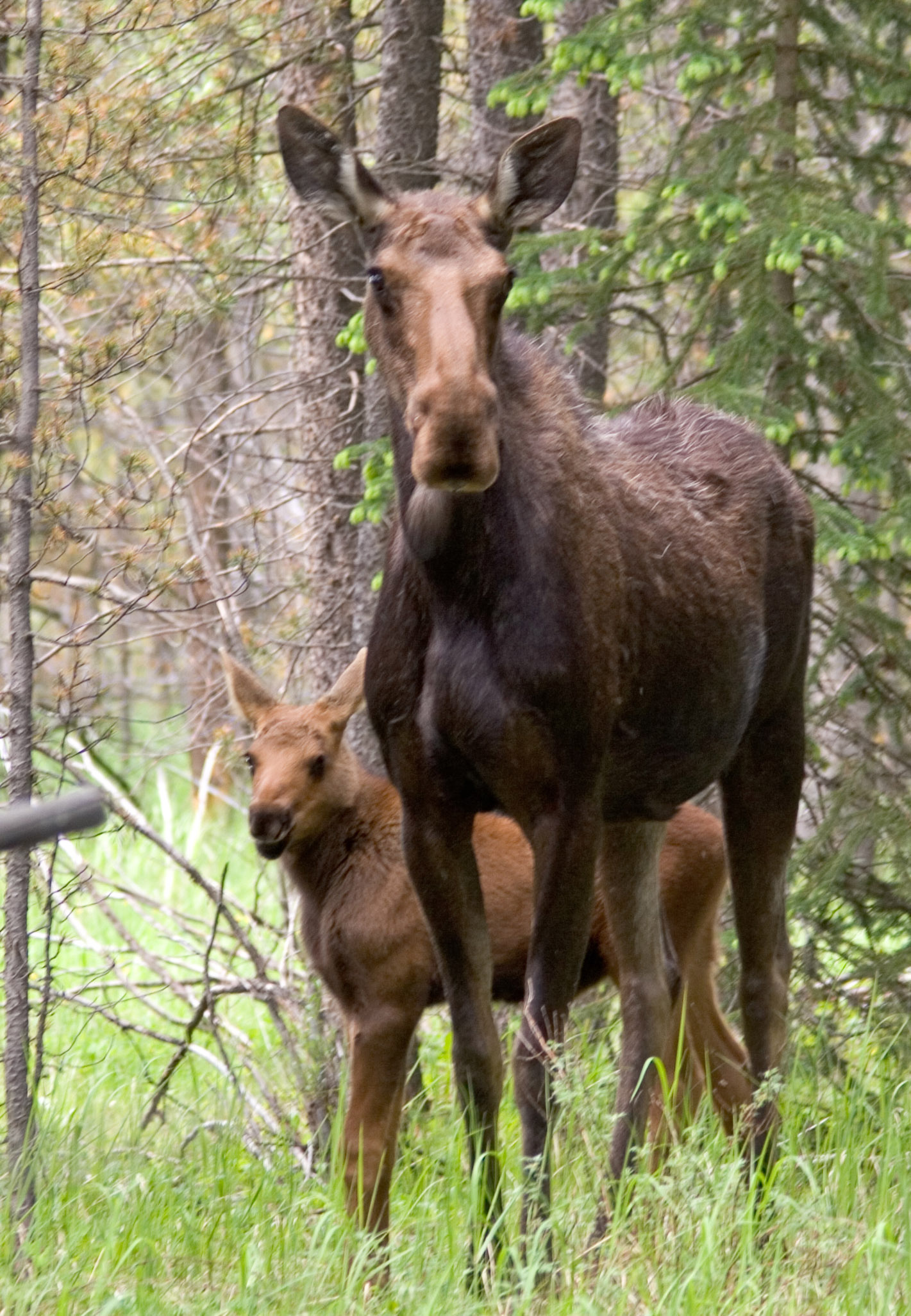
Klępa z łoszakiem

Walki pomiędzy bykami ubiegającymi się o względy klępy zdarzają się rzadziej niż u innych jeleniowatych i przebiegają mniej widowiskowo. Spotkania rywalizujących samców rozpoczynają działania zmierzające do odstraszenia przeciwnika, demonstracja rozmiarów ciała, uzębienia, poroża i siły głosu. Ryk łosia w gwarze myśliwskiej nazywany jest stękaniem.
Jeśli o jedną samicę rywalizują dwa samce o podobnej budowie i żaden nie zamierza ustąpić, dochodzi między nimi do walki. Ustawiają się naprzeciw siebie i nabierając rozpędu, z pochylonymi głowami, zderzają się porożami. Wygrywa ten, który dalej przepchnie przeciwnika. Słabszy byk wycofuje się z pola walki szybko uciekając, aby uniknąć bolesnych ciosów.
Ruja trwa około 4 tygodni, od sierpnia do października w Eurazji i od września do listopada w Ameryce Północnej. W towarzystwie łoszy przystępującej do rozrodu mogą być jeszcze młode z poprzedniego miotu. Samiec musi je zaakceptować, aby mógł być dopuszczony przez partnerkę.
Samica wydaje na świat do trzech młodych – nazywanych łoszakami, rzadziej cielakami. Zwykle w miocie jest jeden lub dwa, przy czym młodsze samice rodzą jednego potomka. Łoszaki rodzą się czerwono-brunatne, bez plam. Mają długość ok. 80 cm i wysokość również ok. 80 cm. Już po trzech dniach po urodzeniu mogą podążać za matką. Karmienie młodych może trwać około czterech miesięcy, do następnej rui. Łoszaki od trzeciego miesiąca życia uzupełniają swój jadłospis pokarmem stałym. Połowa z nich ginie w ciągu pierwszych dwóch miesięcy życia. Te, które przeżyły, pozostają przy matce do następnego roku.

### Odżywianie
Łoś jest zwierzęciem roślinożernym. Latem żywi się roślinami zielonymi, głównie podwodnymi i błotnymi (kaczeńce). Zjada też trawy i turzyce porastające brzegi zbiorników wodnych, liście, pąki, owoce krzewów i pędy drzew liściastych (wierzby, olchy, osiki i brzozy) i iglastych (młode pędy sosny). Dorosłe osobniki zjadają dziennie 20–50 kg karmy. Potrafią wydobywać pokarm głęboko zanurzony w wodzie, ale zjadanie nisko położonych roślin wymaga od nich przyklęknięcia z powodu krótkiej szyi i długich kończyn.
W zimie większość łosi z bagien i torfowisk przenosi się do borów. Jeżeli jest mało śniegu, część pokarmu stanowią rośliny runa leśnego, ale większość to zawsze igły sosen i świerków oraz kora drzew. W Biebrzańskim Parku Narodowym udział sosny w zimowym pożywieniu łosi może się wahać od 42 do 93%. Często przebywają w rejonach, w których pracownicy leśni prowadzą trzebieże, żywiąc się igłami i pędami powalonych drzew. W miejscowości Downary na skraju Kotliny Biebrzańskiej obserwowano nawet łosia, który objadał igliwie z wieńców na miejscowym cmentarzu.

## Systematyka
Łoś został po raz pierwszy opisany przez Linneusza pod nazwą Cervus alces, a w 1821 zaliczony przez Graya do rodzaju Alces.
Systematycy na ogół wyróżniają od siedmiu do dziewięciu podgatunków łosia, choć w niektórych opracowaniach wymieniane są tylko cztery, a w innych uznawane trzy odrębne gatunki A. alces, A. americana, A. gigas. Od kilku lat prowadzone są badania genetyczne zmierzające do ustalenia pokrewieństw pomiędzy poszczególnymi populacjami łosi.
Obecnie wiadomo, że poszczególne populacje różnią się między innymi liczbą chromosomów. U łosi europejskich i syberyjskich (2n = 68), a u amerykańskich (2n = 70). Według publikacji Mammalian species of the world takson ten dzieli się na dwa gatunki: łoś euroazjatycki (A. alces) i łoś amerykański (A. alces americana). Jednak odrębność obydwu taksonów jest przedmiotem dyskusji i zachodzi potrzeba dalszych badań co do ich statusu.
Wyróżniono dziewięć podgatunków A. alces.
| Podgatunki                                                                | Podgatunki                                                            |
| ------------------------------------------------------------------------- | --------------------------------------------------------------------- |
| Alces alces alces Linnaeus, 1758 łoś europejski                           | Skandynawia, Finlandia, kraje bałtyckie i Polska na wschód do Jenisej |
| Alces alces americana (Clinton, 1822) łoś amerykański                     | wschodnia Kanada (środkowe Ontario do Nowej Fundlandii)               |
| Alces alces andersoni Peterson, 1950                                      | Kolumbia Brytyjska do Minnesoty i Ontario                             |
| Alces alces buturlini Chernyavsky & Zheleznov, 1982 łoś kamczacki         | północno-wschodnia Syberia i Kamczatka                                |
| Alces alces cameloides Milne-Edwards, 1867 łoś mandżurski                 | północna Mongolia, Kraj Nadmorski, północna Mandżuria                 |
| †Alces alces caucasicus N. Werestschagin, 1955 łoś kaukaski               | wymarł ok. 1810 roku, Kaukaz                                          |
| Alces alces gigas G.S. Miller, 1899                                       | Alaska i Jukon                                                        |
| Alces alces pfizenmayeri Zukowsky, 1910 łoś wschodniosyberyjski (jakucki) | środkowa Syberia do Pasma Stanowego i Gór Czerskiego                  |
| Alces alces shirasi Nelson, 1914                                          | południowa Alberta do Wyoming i Utah.                                 |

## Znaczenie

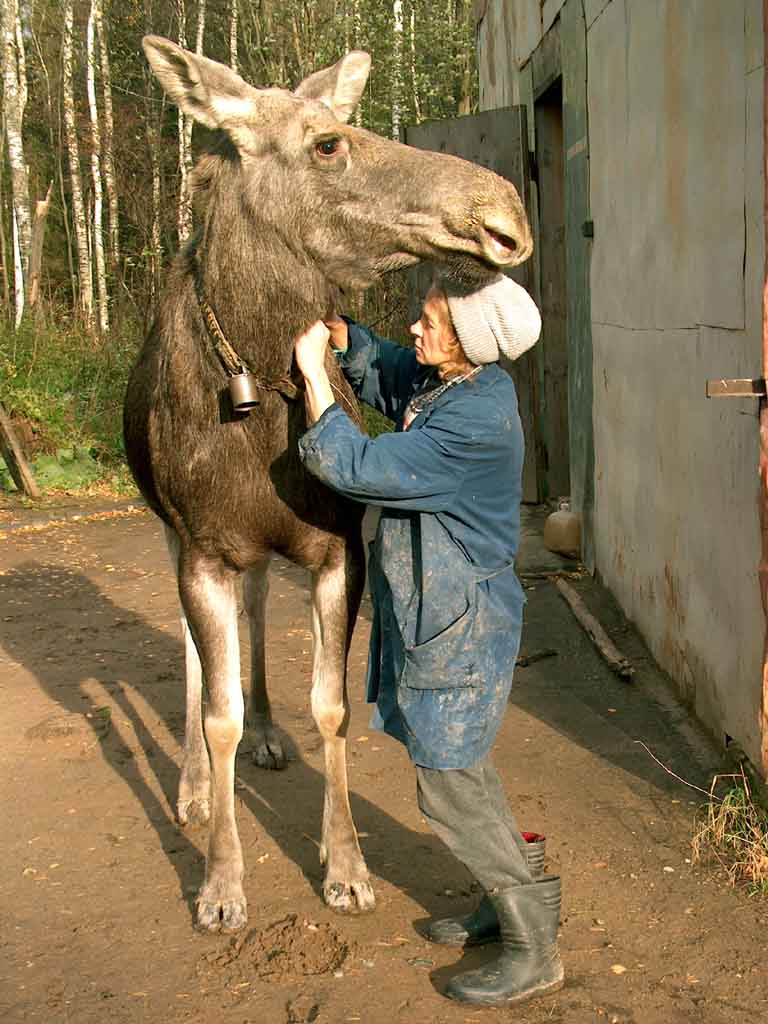
Na farmie łosi w Kostromie (Rosja)

Od epoki kamiennej ludzie polowali na łosie dla mięsa i skór, a z poroża wyrabiali narzędzia i ozdoby. Mięso z łosia nazywane jest łosiną. Ze względu na łatwość oswajania łosi od dawna podejmowane były próby jego wykorzystania. Stare rysunki przedstawiają sceny dojenia łosi. Mleko łosia zawiera 10-15% tłuszczu. Można z niego wyrabiać sery. Łoszaki wcześnie odstawione od matki, karmione z butelki i dorastające w kontakcie z ludźmi nie wykazują zachowań agresywnych wobec opiekującego się nimi człowieka. Od lat 30. XX w. podejmowane były kilkukrotne próby ich udomowienia, początkowo z zamiarem wykorzystania w wojsku (eksperymentalne farmy łosi w Związku Radzieckim), a później w rolnictwie (farmy w Jakszy i Kostromie).
W dawnych czasach wierzono, że kopyta łosi mogą leczyć epilepsję.
Miejscem wielu polowań na łosie była Puszcza Białowieska. Polował tu m.in. na ten gatunek w 1409 roku Władysław Jagiełło, a zasolona dziczyzna pozyskana podczas tych łowów przeznaczona była na zabezpieczenie kampanii przeciwko zakonowi krzyżackiemu. Później na łosie w Puszczy Białowieskiej polowali też m.in. Aleksander Jagiellończyk, Kazimierz Jagiellończyk, August III Sas i Stanisław August Poniatowski oraz carowie rosyjscy Aleksander II, Aleksander III i Mikołaj II.
W XVIII wieku w zachodniej Europie, gdzie łosie już wtedy wyginęły, nazywano je onagrami (leśnymi osłami), czasem też utożsamiano z reniferami, a nawet jednorożcami. W 1797 roku car Paweł I planował zaopatrzyć rosyjskich żołnierzy w spodnie ze skóry łosi. W tym celu m.in. wydano niezrealizowany rozkaz wybicia wszystkich łosi z Puszczy Białowieskiej.
Oswojone łosie mogą być wykorzystywane jako zwierzęta pociągowe poza okresem letniej, ciepłej pogody. Wymagają urozmaiconego pokarmu. Z klęp hodowanych na farmach pozyskiwane jest mleko, a z byków poroże. Farmy dostarczają łosi do ogrodów zoologicznych oraz organizacji zajmujących się reintrodukcją gatunku. W ogrodach zoologicznych zwierzę łatwo się oswaja i rozmnaża. Samice przyzwyczajone do dojenia i wypuszczane swobodnie do lasu same wracają w porze dojenia do swojego opiekuna.

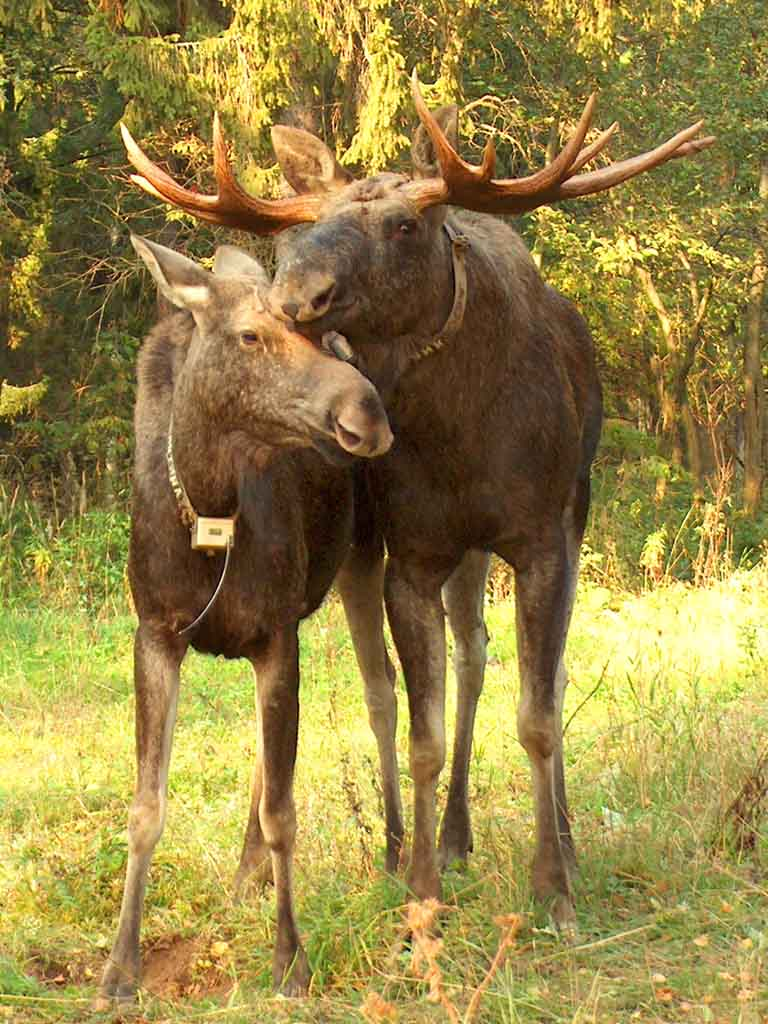
Para oswojonych łosi

Czasami, szczególnie zimą, łosie wyrządzają szkody w lasach niszcząc drzewa przez tzw. spałowanie, obdzieranie pasmami kory z pnia, co może doprowadzić do całkowitego zniszczenia drzewa.

## Zagrożenia i ochrona

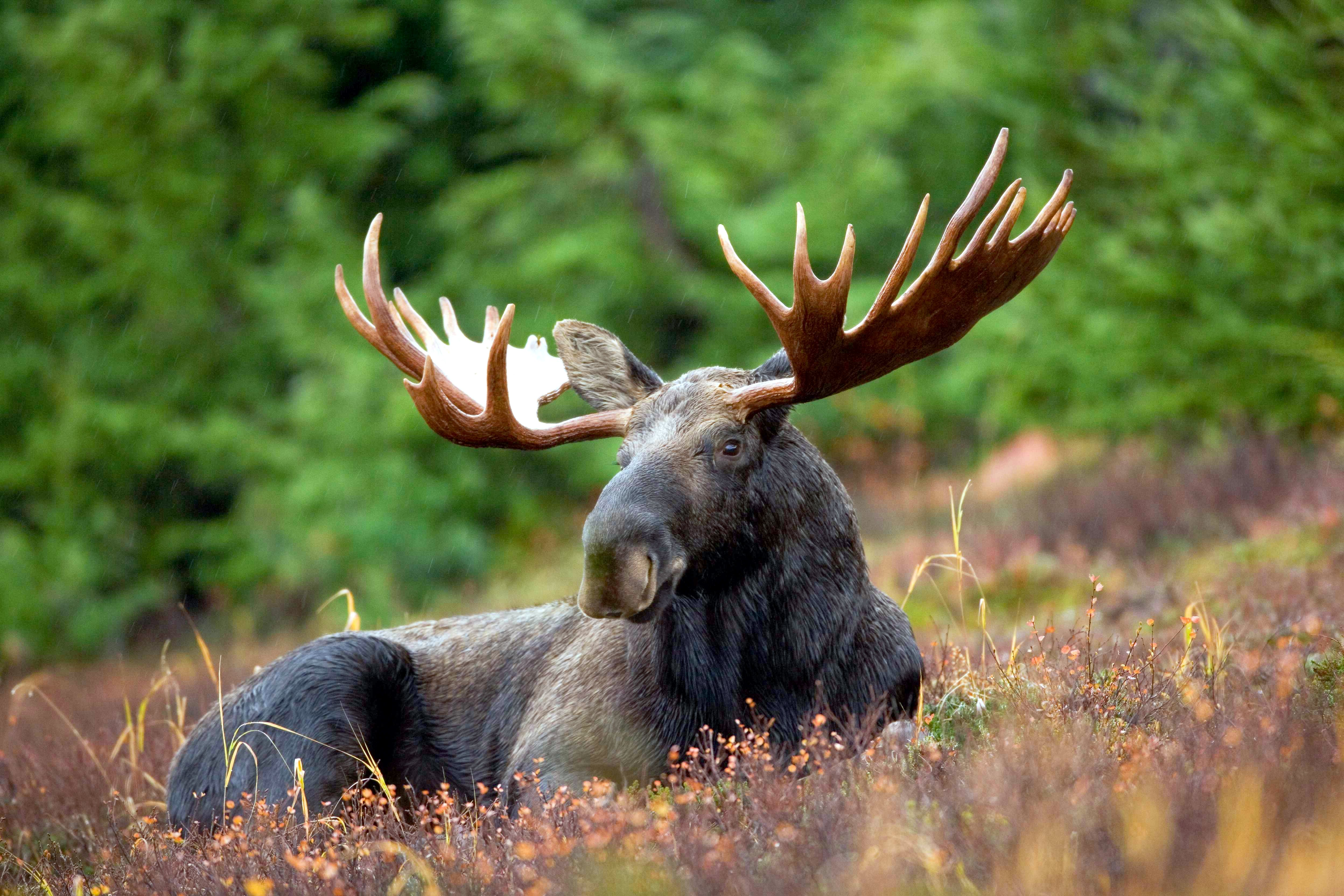
Samiec łosia podczas odpoczynku

Najgroźniejszym naturalnym wrogiem łosia jest wilk szary, który reguluje liczebność populacji zjadając najsłabsze łoszaki i stare osobniki. Wilki potrafią upolować nawet dorodnego byka. Również niedźwiedziom zdarza się zaatakować młodego lub chorego łosia. Mniejsze drapieżniki nie podejmują ryzyka starcia z dorosłym bykiem.
Dawniej liczne populacje łosi zostały znacznie zredukowane w wyniku masowych polowań, karczowania lasów, osuszania i zagospodarowywania nieużytków. Na Kaukazie i w Europie Zachodniej (poza Skandynawią) wyginął całkowicie, a w Europie Środkowej i niektórych rejonach Ameryki Północnej był bliski wyginięcia. W Polsce od 1925 chroniony na Bagnach Biebrzańskich i jedynie tam przetrwał okres II wojny światowej. W wyniku działań ochronnych w wielu regionach udało się przywrócić liczebność poszczególnych populacji do poziomu bezpiecznego dla ich zachowania. W Puszczy Kampinoskiej został reintrodukowany w 1951 kilkoma osobnikami z Białorusi. IUCN klasyfikuje Alces alces w kategorii LC (niskiego ryzyka).
W obszarach gęsto zaludnionych, np. Kampinoski Park Narodowy, łosie są często przyczyną i jednocześnie ofiarą wypadków drogowych. Na terenach eksploatowanych torfowisk wiele łosi ginie w dołach wykopanych przez człowieka.
Łosie zaliczane są do grubej zwierzyny objętej okresem ochronnym. W Polsce od 2001 roku obowiązuje moratorium (zawieszenie polowań i całoroczny okres ochronny).

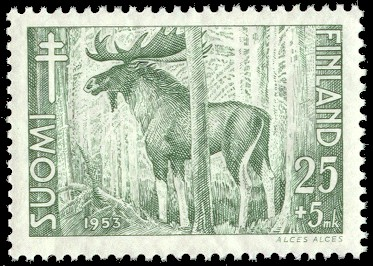
Na fińskim znaczku